# Curling a 2009. évi téli európai ifjúsági olimpiai fesztiválon
A 2009. évi téli európai ifjúsági olimpiai fesztivál curling versenyszámait Lengyelország Bielsko-Biała településén rendezték, február 16. és 20-a között.

## Összesített éremtáblázat
| A 2009. évi téli európai ifjúsági olimpiai fesztivál összesített éremtáblázata curlingben | A 2009. évi téli európai ifjúsági olimpiai fesztivál összesített éremtáblázata curlingben | A 2009. évi téli európai ifjúsági olimpiai fesztivál összesített éremtáblázata curlingben | A 2009. évi téli európai ifjúsági olimpiai fesztivál összesített éremtáblázata curlingben | A 2009. évi téli európai ifjúsági olimpiai fesztivál összesített éremtáblázata curlingben | Olimpia  |
| ----------------------------------------------------------------------------------------- | ----------------------------------------------------------------------------------------- | ----------------------------------------------------------------------------------------- | ----------------------------------------------------------------------------------------- | ----------------------------------------------------------------------------------------- | -------- |
|                                                                                           | Ország                                                                                    | Arany                                                                                     | Ezüst                                                                                     | Bronz                                                                                     | Összesen |
| 1.                                                                                        | Egyesült Királyság                                                                        | 1                                                                                         | 1                                                                                         | 0                                                                                         | 2        |
|                                                                                           | Svájc                                                                                     | 1                                                                                         | 1                                                                                         | 0                                                                                         | 2        |
| 3.                                                                                        | Dánia                                                                                     | 0                                                                                         | 0                                                                                         | 1                                                                                         | 1        |
|                                                                                           | Norvégia                                                                                  | 0                                                                                         | 0                                                                                         | 1                                                                                         | 1        |
|                                                                                           |                                                                                           |                                                                                           |                                                                                           |                                                                                           |          |
| Összesen                                                                                  | Összesen                                                                                  | 2                                                                                         | 2                                                                                         | 2                                                                                         | 6        |

## Eredmények

### Férfi
| A 2009. évi téli európai ifjúsági olimpiai fesztivál érmesei férfi curlingben |                   |                               |                        |
| Versenyszám                                                                   | Arany             | Ezüst                         | Bronz                  |
| Férfi                                                                         | Svájc Roger Gulka | Egyesült Királyság Colin Dick | Norvégia Sander Rølvåg |

### Női
| A 2009. évi téli európai ifjúsági olimpiai fesztivál érmesei női curlingben |                               |                    |                          |
| Versenyszám                                                                 | Arany                         | Ezüst              | Bronz                    |
| Női                                                                         | Egyesült Királyság Anna Sloan | Svájc Kerstin Iten | Dánia Mette de Neergaard |